# Richard Kuenzer
Richard Kuenzer (ur. 6 września 1875 we Fryburgu Bryzgowijskim, zm. 23 kwietnia 1945 w Berlinie) – niemiecki prawnik i dyplomata, uczestnik antyhitlerowskiego ruchu oporu, rozstrzelany w 1945 roku.
Studia prawnicze ukończył na Uniwersytecie we Fryburgu. W dyplomacji pracował od 1902. Od 1904 do 1914 angażowano go w konsulatach w Paryżu, Kapsztadzie i Zanzibarze. W czasie I wojny światowej działał na placówkach w Lugano oraz Macedonii. Tam wpadł jako jeniec w ręce brytyjskie i został zwolniony w 1919. Na krótko powrócił do pracy w Ministerstwie Spraw Zagranicznych (Auswärtiges Amt), po czym w 1923 przeszedł na tymczasową emeryturę, którą zatwierdzono ostatecznie w 1933.
Sympatyzował z politycznym centrum i był współwydawcą czasopisma „Germania”. Pod koniec lat 30. nawiązał kontakt z politycznymi przeciwnikami Hitlera. W czasie wojny zaliczany był do opozycyjnego kręgu Hanny Solf (Solf-Kreis). Został aresztowany w 1943 i osadzony w obozie koncentracyjnym w Ravensbrück. Później przewieziono go do berlińskiego więzienia. W nocy z 22 na 23 kwietnia 1945 został rozstrzelany wraz z innymi 15 osobami.
We Fryburgu znajduje się ulica jego imienia.